# اصغر خندان
اصغر خندان بازیگر سینما و تلویزیون ایران است.

## فیلم‌شناسی
- سه مرد عامی
- تابع قانون
- راه و بیراه
- آبادانی‌ها
- ساده‌لوح
- بهترین بابای دنیا
- زرد قناری
- ارثیه (فیلم)
- دزد و نویسنده
- کفش‌های میرزا نوروز